# Paeonia handel-mazzettii
Paeonia handel-mazzettii är en pionväxtart som beskrevs av J.J. Halda. Paeonia handel-mazzettii ingår i släktet pioner, och familjen pionväxter. Inga underarter finns listade i Catalogue of Life.